# Сецинский, Евфимий Иосифович
Евфимий Иосифович Сецинский (1859, Подольская губерния — 7 декабря 1937, Каменец-Подольский, Хмельницкая область, УССР) — писатель, историк, археолог и культурно-общественный деятель Подолья, православный священник, член Исторического общества Нестора Летописца (с 1896 года), действительный член НОШ (с 1899 года) и Украинского научного общества в Киеве (с 1906 года).

## Биография
Евфимий Иосифович родился в 1859 году в Подольской губернии Российской империи, воспитывался в Киевской духовной академии; состоял редактором «Подольских Епархиальных Ведомостей», заведовал древнехранилищем подольского епархиального историко-статистического комитета, впоследствии председатель общества, созданного на его основе.

## Важнейшие труды
- «Исторические сведения о приходах и церквах Подольской епархии. Т. I. Каменецкий уезд» (Каменец-Подольск, 1895);
- «Город Каменец-Подольский. Историческое описание» (Киев, 1895);
- «Материалы для истории монастырей Подольской епархии» (Каменец-Подольск, 1891);
- «Бакота — древняя столица Подолии» («Подольские Епархиальные Ведомости», 1889, № 46 — 49, и отдельно);
- «Семейная жизнь в Подолии в первой половине прошлого века» («Киевская Старина», 1891, IV);
- «Археологическая карта Подольской губернии» (печатался Московским Археологическим Обществом) и др.
- под редакцией Сецинского и Н. И. Яворского изданы V, VI и VIII тома «Трудов Подольского Епархиального Историко-Статистического Комитета», а IX том — под редакцией одного Сецинского.

## Семья
Сын Владимир Сичинский (1894—1962),  архитектор.